# Elodea bifoliata
Elodea bifoliata är en dybladsväxtart som beskrevs av Harold St.John. Elodea bifoliata ingår i släktet vattenpester, och familjen dybladsväxter. Inga underarter finns listade.